# Herrarnas sprint i bancykling vid olympiska sommarspelen 1992
Herrarnas sprint i bancykling vid olympiska sommarspelen 1992 ägde rum den 28-31 juli 1992 i Velòdrom d'Horta.

## Medaljörer
| Event            | Guld                  | Silver                  | Brons                 |
| Herrarnas sprint | Jens Fiedler Tyskland | Gary Neiwand Australien | Curtis Harnett Kanada |

## Resultat

### Kvalificeringsrunda
Hölls den 28 juli 1992. 
| Placering | Cyklist                | Land                | Tid      | Genomsnittlig hastighet | Kvalificering | Noteringar |
| --------- | ---------------------- | ------------------- | -------- | ----------------------- | ------------- | ---------- |
| 1         | Jens Fiedler           | Tyskland            | 10.252 s | 70.230 km/h             | q             | OR         |
| 2         | Gary Neiwand           | Australien          | 10.330 s | 69.699 km/h             | q             | OR         |
| 3         | Curt Harnett           | Kanada              | 10.368 s | 69.444 km/h             | q             | OR         |
| 4         | Roberto Chiappa        | Italien             | 10.516 s | 68.467 km/h             | q             |            |
| 5         | José Manuel Moreno     | Spanien             | 10.550 s | 68.246 km/h             | q             |            |
| 6         | Ken Carpenter          | USA                 | 10.561 s | 68.175 km/h             | q             |            |
| 7         | Frédéric Magné         | Frankrike           | 10.617 s | 67.815 km/h             | q             |            |
| 8         | Ainārs Ķiksis          | Lettland            | 10.749 s | 66.982 km/h             | q             |            |
| 9         | Erik Schoefs           | Belgien             | 10.819 s | 66.549 km/h             | q             |            |
| 10        | Jaroslav Jeřábek       | Tjeckoslovakien     | 10.873 s | 66.219 km/h             | q             |            |
| 11        | Keiji Kojima           | Japan               | 10.902 s | 66.042 km/h             | q             |            |
| 12        | Rolf Furrer            | Schweiz             | 10.935 s | 65.843 km/h             | q             |            |
| 13        | José Lovito            | Argentina           | 11.024 s | 65.312 km/h             | q             |            |
| 14        | Nikolay Kovsh          | OSS                 | 11.030 s | 65.276 km/h             | q             |            |
| 15        | Jhon González          | Colombia            | 11.097 s | 64.882 km/h             | q             |            |
| 16        | Jon Andrews            | Nya Zeeland         | 11.102 s | 64.853 km/h             | q             |            |
| 17        | Dirk Jan van Hameren   | Nederländerna       | 11.284 s | 63.807 km/h             | q             |            |
| 18        | Maxwell Cheeseman      | Trinidad och Tobago | 11.448 s | 62.893 km/h             | q             |            |
| 19        | Livingstone Alleyne    | Barbados            | 11.559 s | 62.289 km/h             | q             |            |
| 20        | Andrew Myers           | Jamaica             | 11.633 s | 61.892 km/h             | q             |            |
| 21        | Tulus Widodo Kalimanto | Indonesien          | 11.697 s | 61.554 km/h             | q             |            |
| 22        | Sean Bloch             | Sydafrika           | 12.186 s | 59.084 km/h             | q             |            |
| 23        | Pedro Vaca             | Bolivia             | 12.243 s | 58.809 km/h             | q             |            |

### Andra omgången
Hölls tisdagen den 28 juli 
| Heat | Placering | Cyklist                | Land                | Tid      | Genomsnittlig hastighet | Kvalificering |
| ---- | --------- | ---------------------- | ------------------- | -------- | ----------------------- | ------------- |
| 1    | 1         | Jens Fiedler           | Tyskland            | 11.339 s | 63.497 km/h             | Q             |
| 1    | 2         | Jon Andrews            | Nya Zeeland         |          |                         |               |
| 2    | 1         | Gary Neiwand           | Australien          | 11.319 s | 63.609 km/h             | Q             |
| 2    | 2         | Jhon González          | Colombia            |          |                         |               |
| 2    | 3         | Dirk Jan van Hameren   | Nederländerna       |          |                         |               |
| 3    | 1         | Curt Harnett           | Kanada              | 11.248 s | 64.011 km/h             | Q             |
| 3    | 2         | Nikolay Kovsh          | OSS                 |          |                         |               |
| 3    | 3         | Maxwell Cheeseman      | Trinidad och Tobago |          |                         |               |
| 4    | 1         | José Lovito            | Argentina           | 11.338 s | 63.503 km/h             | Q             |
| 4    | 2         | Roberto Chiappa        | Italien             |          |                         |               |
| 4    | 3         | Livingstone Alleyne    | Barbados            |          |                         |               |
| 5    | 1         | José Manuel Moreno     | Spanien             | 11.278 s | 63.841 km/h             | Q             |
| 5    | 2         | Rolf Furrer            | Schweiz             |          |                         |               |
| 5    | 3         | Andrew Myers           | Jamaica             |          |                         |               |
| 6    | 1         | Ken Carpenter          | USA                 | 10.981 s | 65.567 km/h             | Q             |
| 6    | 2         | Keiji Kojima           | Japan               |          |                         |               |
| 6    | 3         | Tulus Widodo Kalimanto | Indonesien          |          |                         |               |
| 7    | 1         | Frédéric Magné         | Frankrike           | 11.230 s | 64.113 km/h             | Q             |
| 7    | 2         | Jaroslav Jeřábek       | Tjeckoslovakien     |          |                         |               |
| 7    | 3         | Sean Bloch             | Sydafrika           |          |                         |               |
| 8    | 1         | Erik Schoefs           | Belgien             | 11.505 s | 62.581                  | Q             |
| 8    | 2         | Ainārs Ķiksis          | Lettland            |          |                         |               |
| 8    | 3         | Pedro Vaca             | Bolivia             | DNS      |                         |               |

#### Andra uppsamlingen
Hölls tisdagen den 28 juli 

| Heat | Placering | Cyklist                | Land                | Tid      | Genomsnittlig hastighet | Kvalificering |
| ---- | --------- | ---------------------- | ------------------- | -------- | ----------------------- | ------------- |
| 1    | 1         | Jon Andrews            | Nya Zeeland         | 11.251 s | 63.994 km/h             | Q             |
| 1    | 2         | Dirk Jan van Hameren   | Nederländerna       |          |                         |               |
| 2    | 1         | Nikolay Kovsh          | OSS                 | 12.000 s | 60.000 km/h             | Q             |
| 2    | 2         | Shinichi Ota           | Japan               |          |                         |               |
| 3    | 1         | Roberto Chiappa        | Italien             | 11.106 s | 64.829 km/h             | Q             |
| 3    | 2         | Maxwell Cheeseman      | Trinidad och Tobago |          |                         |               |
| 4    | 1         | Rolf Furrer            | Schweiz             | 11.700 s | 61.538 km/h             | Q             |
| 4    | 2         | Tulus Widodo Kalimanto | Indonesien          |          |                         |               |
| 5    | 1         | Keiji Kojima           | Japan               | 11.212 s | 64.216 km/h             | Q             |
| 5    | 2         | Andrew Myers           | Jamaica             |          |                         |               |
| 6    | 1         | Jaroslav Jeřábek       | Tjeckoslovakien     | 11.532 s | 62.434 km/h             | Q             |
| 6    | 2         | Jhon González          | Colombia            |          |                         |               |
| 7    | 1         | Ainārs Ķiksis          | Lettland            | 11.327 s | 63.564 km/h             | Q             |
| 7    | 2         | Sean Bloch             | Sydafrika           |          |                         |               |

#### Andra uppsamlingen, finaler
Hölls tisdagen den 28 juli 

| Heat | Placering | Cyklist          | Land            | Tid      | Genomsnittlig hastighet | Kvalificering |
| ---- | --------- | ---------------- | --------------- | -------- | ----------------------- | ------------- |
| 1    | 1         | Nikolay Kovsh    | OSS             | 11.971 s | 60.145 km/h             | Q             |
| 1    | 2         | Jaroslav Jeřábek | Tjeckoslovakien |          |                         |               |
| 2    | 1         | Jon Andrews      | Nya Zeeland     | 11.701 s | 61.533 km/h             | Q             |
| 2    | 2         | Rolf Furrer      | Schweiz         |          |                         |               |
| 3    | 1         | Roberto Chiappa  | Italien         | 11.264 s | 63.920 km/h             | Q             |
| 3    | 2         | Ainārs Ķiksis    | Lettland        |          |                         | Q             |
| 3    | 3         | Keiji Kojima     | Japan           |          |                         |               |

### Tredje omgången
Onsdagen den 29 juli

| Heat | Placering | Cyklist            | Land        | Tid      | Genomsnittlig hastighet | Kvalificering |
| ---- | --------- | ------------------ | ----------- | -------- | ----------------------- | ------------- |
| 1    | 1         | Jens Fiedler       | Tyskland    | 11.285 s | 63.801 km/h             | Q             |
| 1    | 2         | Ainārs Ķiksis      | Lettland    |          |                         |               |
| 1    | 3         | Erik Schoefs       | Belgien     |          |                         |               |
| 2    | 1         | Gary Neiwand       | Australien  | 11.112 s | 64.794 km/h             | Q             |
| 2    | 2         | Frédéric Magné     | Frankrike   |          |                         |               |
| 2    | 3         | Roberto Chiappa    | Italien     |          |                         |               |
| 3    | 1         | Curt Harnett       | Kanada      | 10.994 s | 65.490 km/h             | Q             |
| 3    | 2         | Jon Andrews        | Nya Zeeland |          |                         |               |
| 3    | 3         | Ken Carpenter      | USA         | DQ'      |                         |               |
| 4    | 1         | José Manuel Moreno | Spanien     | 11.216 s | 64.194 km/h             | Q             |
| 4    | 2         | Nikolay Kovsh      | OSS         |          |                         |               |
| 4    | 3         | José Lovito        | Argentina   |          |                         |               |

#### Tredje uppsamlingen
Hölls onsdagen den 29 juli. 

| Heat | Placering | Cyklist         | Land        | Tid      | Genomsnittlig hastighet | Kvalificering |
| ---- | --------- | --------------- | ----------- | -------- | ----------------------- | ------------- |
| 1    | 1         | José Lovito     | Argentina   | 11.266 s | 63.909 km/h             | Q             |
| 1    | 2         | Ainārs Ķiksis   | Lettland    |          |                         |               |
| 2    | 1         | Ken Carpenter   | USA         | 11.390 s | 63.213 km/h             | Q             |
| 2    | 2         | Frédéric Magné  | Frankrike   |          |                         |               |
| 3    | 1         | Roberto Chiappa | Italien     | 11.137 s | 64.649 km/h             | Q             |
| 3    | 2         | Jon Andrews     | Nya Zeeland |          |                         |               |
| 4    | 1         | Nikolay Kovsh   | OSS         | 11.577 s | 62.192 km/h             | Q             |
| 4    | 2         | Erik Schoefs    | Belgien     |          |                         |               |

### Kvartsfinaler
Hölls onsdagen den 29 juli. 

| Heat | Placering | Cyklist            | Land       | Tid 1    | Tid 2    | Decider | Kvalificering |
| ---- | --------- | ------------------ | ---------- | -------- | -------- | ------- | ------------- |
| 1    | 1         | Jens Fiedler       | Tyskland   | 10.883 s | 11.322 s |         | Q             |
| 1    | 2         | Ken Carpenter      | USA        |          |          |         |               |
| 2    | 1         | Gary Neiwand       | Australien | 11.375 s | 11.576 s |         | Q             |
| 2    | 2         | José Lovito        | Argentina  |          |          |         |               |
| 3    | 1         | Curt Harnett       | Kanada     | 11.183 s | 11.161 s |         | Q             |
| 3    | 2         | Nikolay Kovsh      | OSS        |          |          |         |               |
| 4    | 1         | Roberto Chiappa    | Italien    | 11.134 s | 11.325 s |         | Q             |
| 4    | 2         | José Manuel Moreno | Spanien    |          |          |         |               |

#### Klassificering 5-8
Hölls fredagen den 31 juli 

| Placering | Cyklist            | Land    | Tid      | Decider     |
| --------- | ------------------ | ------- | -------- | ----------- |
| 1         | Ken Carpenter      | USA     | 11.648 s | 61.813 km/h |
| 2         | José Lovito        | Spanien |          |             |
| 3         | Nikolay Kovsh      | OSS     |          |             |
| 4         | José Manuel Moreno | Spanien |          |             |

### Semifinaler
Hölls den 30 juli 1992. 

| Heat | Placering | Cyklist         | Land       | Tid 1    | Tid 2    | Decider | Kvalificering |
| ---- | --------- | --------------- | ---------- | -------- | -------- | ------- | ------------- |
| 1    | 1         | Jens Fiedler    | Tyskland   | 10.791 s | 11.279 s |         | Q             |
| 1    | 2         | Roberto Chiappa | Italien    |          |          |         |               |
| 2    | 1         | Gary Neiwand    | Australien | 10.912 s | 11.293 s |         | Q             |
| 2    | 2         | Curt Harnett    | Kanada     |          |          |         |               |

### Medaljmatcher
Hölls fredagen den 31 juli.

#### Bronsmatcher
| Placering | Cyklist         | Land    | Tid 1    | Tid 2    | Decider |
| --------- | --------------- | ------- | -------- | -------- | ------- |
| 1         | Curt Harnett    | Kanada  | 10.930 s | 11.102 s |         |
| 2         | Roberto Chiappa | Italien |          |          |         |

#### Final
| Placering | Cyklist      | Land       | Tid 1    | Tid 2    | Decider |
| --------- | ------------ | ---------- | -------- | -------- | ------- |
| 1         | Jens Fiedler | Tyskland   | 10.778 s | 10.778 s |         |
| 2         | Gary Neiwand | Australien |          |          |         |